# Roberto Bellarmino

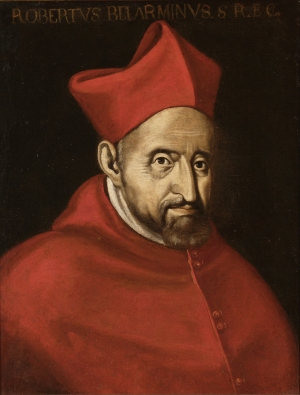
Chân dung của Thánh Roberto Bellarmino, thế kỷ 16

Roberto Francesco Romolo Bellarmino (còn được gọi Rôbêtô Bêlaminô; 4 tháng 10 năm 1542 – 17 tháng 9 năm 1621) là một tu sĩ Dòng Tên người Ý và là một hồng y của Giáo hội Công giáo. Ông đã được tuyên thánh và cũng là một Tiến sĩ Hội thánh (hiện chỉ có 37 vị có danh hiệu này). Ông là một trong những nhân vật quan trọng nhất trong phong trào Chấn hưng Công giáo.
Ông đã giữ vị trí giáo sư thần học và sau đó là hiệu trưởng của trường Đại học La Mã (tiếng Anh: Roman College), và vào năm 1602 ông đã được tấn phong Tổng giám mục thành Capua. Ông ủng hộ các sắc lệnh cải cách của Công đồng Trentô. Ông cũng được nhiều người nhớ đến qua các vụ xét xử Giordano Bruno, và Fulgenzio Manfredi cũng như những sự kiện xung quanh tranh cãi với Galileo.
Bellarmino đã được Đức Giáo Hoàng Piô XI tuyên thánh vào năm 1930; và được tuyên bố là một trong các Tiến sĩ Hội thánh vào năm tiếp theo. Di hài của ông, trong bộ y phục màu đỏ của Hồng y, được bảo quản và trưng bày dưới một bàn thờ phụ trong Nhà thờ Thánh Y Nhã, là nhà nguyện của trường Đại học La Mã, bên cạnh di hài một học trò của ông là Aloysius Gonzaga, như chính ông trước đó đã mong muốn. Trong Lịch phụng vụ La Mã, lễ kính của Thánh Roberto Bellarmino là vào ngày 17 tháng 9, ngày ông qua đời; nhưng một số nơi vẫn tiếp tục sử dụng loại lịch trước năm 1969 mà theo đó, trong 37 năm, ngày lễ của ông rơi vào ngày 13 tháng 5. Bậc được ấn định cho lễ kính của ông là "bậc kép" (1932 – 1959), "lễ kính hạng ba" (1960 – 1968), và kể từ lần sửa đổi năm 1969 là "tưởng niệm".

### Các nguồn
- Blackwell, Richard J. (1991). Galileo, Bellarmine, and the Bible. Notre Dame, IN: University of Notre Dame Press. ISBN 0-268-01024-2.
- Fantoli, Annibale (2005). The Disputed Injunction and its Role in Galileo's Trial. In McMullin (2005, pp.117–149).